# Liparetrus incertus
Liparetrus incertus är en skalbaggsart som beskrevs av Blackburn 1905. Liparetrus incertus ingår i släktet Liparetrus och familjen Melolonthidae. Inga underarter finns listade i Catalogue of Life.